# Sanfilippodytes williami
Sanfilippodytes williami là một loài bọ cánh cứng trong họ Bọ nước. Loài này được Rochette miêu tả khoa học năm 1986.